# 2MASS J0050-3322
2MASS J0050-3322 (= 2MASS J00501994-3322402) is een bruine dwerg met een spectraalklasse van T7. De ster bevindt zich 34,5 lichtjaar van de zon.